# Melissinsäure
Melissinsäure (nach IUPAC Triacontansäure)
ist eine chemische Verbindung aus der Gruppe der gesättigten höheren Fettsäuren. Sie zählt zur Untergruppe der Wachssäuren. Ihre Salze und Ester heißen systematisch Tricontanoate.

## Vorkommen

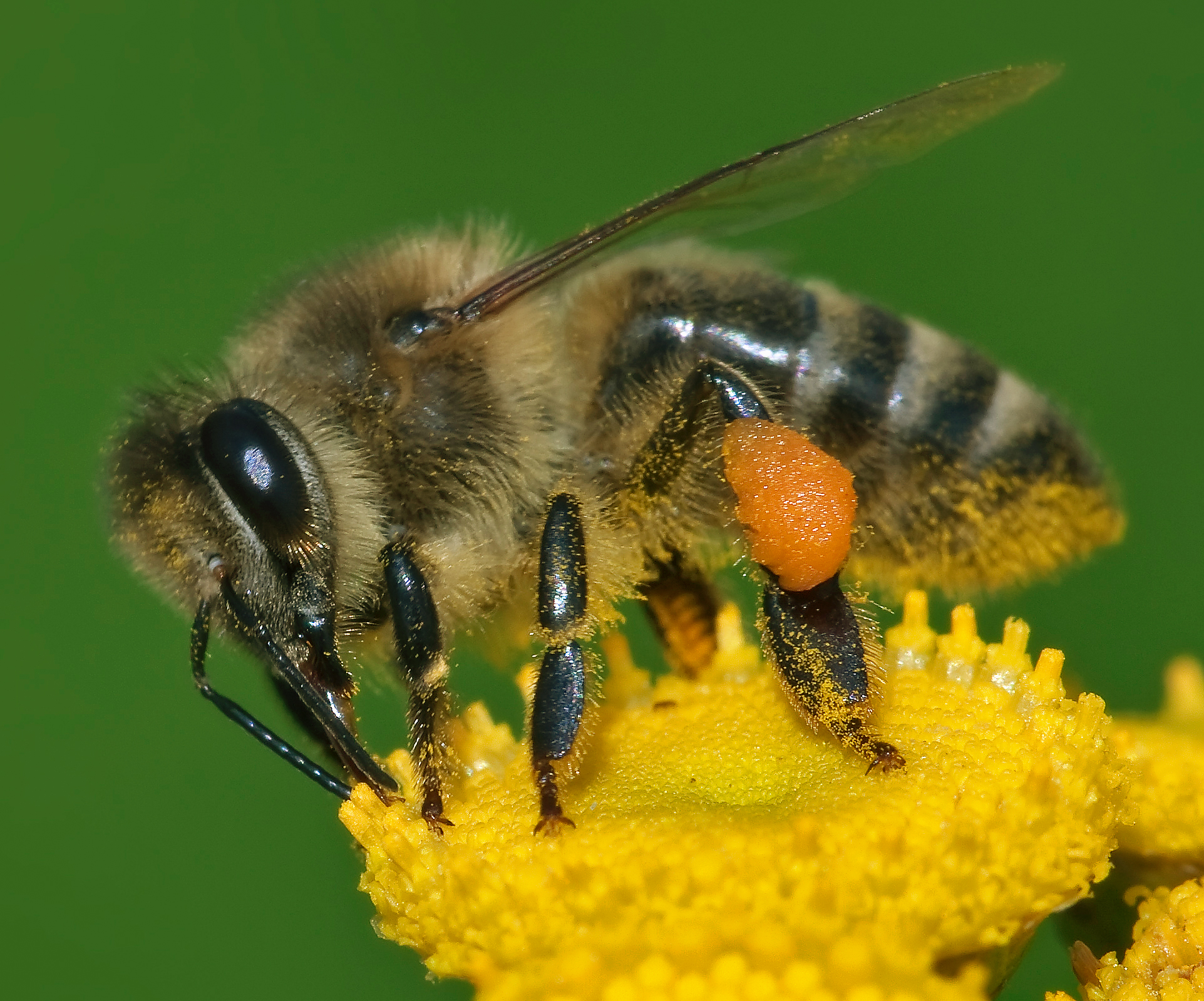
Wachs der Honigbiene (Apis mellifera) enthält Melissinsäure.

Melissinsäure kommt zusammen mit der kürzerkettigen Cerotinsäure als Cerin im Bienenwachs vor (14–15 %). Dort liegt sie neben zahlreichen Estern langkettiger Säuren und Alkohole in freier Form vor. Auch aus dem in Südostasien vorkommenden Schmetterlingsblütler Desmodium laxiflorum, aus Schellack sowie aus dem fossilen Montanwachs kann die Säure gewonnen werden. Sie ist ebenfalls im Wollwachs und Carnaubawachs zu finden.

## Eigenschaften und Verwendung
Melissinsäure ist ein Feststoff mit einem Schmelzpunkt bei 92–94 °C und in Wasser unlöslich. Industriell wird die Säure als Bestandteil von kunststoffhaltigen Metallic-Beschichtungen verwendet.